# Korbinianbrücke
Die Korbinianbrücke ist eine Bogenbrücke über die Isar in Freising. Die Brücke ist benannt nach dem heiligen Korbinian, der als erster Bischof von Freising gilt. In Abgrenzung zur flussabwärts gelegenen Luitpoldbrücke wird die Brücke auch Alte Isarbrücke genannt.

## Geschichte
Urkundlichen Erwähnungen einer Brücke gibt es ab Anfang des 14. Jahrhunderts. Da jedoch die Stadt Freising schon seit dem 8. Jahrhundert Herzogs- bzw. Bischofssitz war und 996 das Marktrecht erhielt, kann man auch schon für frühere Zeiten die Existenz einer Brücke annehmen.
Die Brücke die Matthaeus Merian um 1642 abbildete wurde am Ende des Dreißigjährigen Krieges 1648 vom Kurfürstentum Bayern in Brand gesteckt, um die Schweden am Überqueren der Isar zu hindern. Eine neue Brücke wurde bis 1650 errichtet.
Der Bau der Brücke von 1807/1808 wurde nach der Säkularisation nicht mehr von Freisinger Baumeistern, sondern von Carl Friedrich von Wiebeking geleitet. Dieser war seit 1805 Königlicher Generaldirektor des gesamten bayerischen Wasser-, Brücken- und Straßenbauwesens. Es entstand eine Holzbrücke mit nur zwei großen Bögen mit Stützweiten von 46,63 m.
Die heutige Brücke in ihrer Form wurde 1893 eröffnet. Es entstand eine Bogenbrücke mit vier Öffnungen. Nach einem katastrophalen Isarhochwasser 1899 wurden 1912 am südlichen Ufer ein fünfter und sechster Bogen als zusätzliche Flutöffnungen gebaut. Diese beiden Bögen wurden aus Beton errichtet. Am südlichen Ufer entstand auch ein Brückentor. Dessen einziger Zweck war allerdings das Tragen der Stromleitung von München nach Moosburg. Auf einem der Brückenpfeiler wurde eine Johannes-Nepomuk-Kapelle errichtet.
Kurz vor Ende des Zweiten Weltkriegs wurde die Brücke zerstört. Am 29. April 1945 gegen 18 Uhr wurden die Bögen 1 und 2 von der SS gesprengt, um den alliierten Vormarsch zu behindern. Schon am nächsten Tag wurde eine Pontonbrücke errichtet, die jedoch bis auf wenige Ausnahmen vorerst nur vom Militär benutzt werden konnte. Innerhalb von fünf Tagen wurde an der gesprengten Brücke ein Fußgängersteg aus Holz gebaut. Eine auch von Fahrzeugen befahrbare Brücke wurde von Freisinger Firmen bis zum 2. Juni gebaut. Die Korbiniansbrücke wurde bis 1948 wieder aufgebaut. Dabei wurden die Kapelle und das Brückentor aus verkehrspolitischen Gründen abgerissen.
In den Jahren 2005/2006 wurden die beiden südlichen Bögen neu gebaut und der restliche Teil der Brücke saniert. Um die Brücke während der Bauarbeiten zumindest für Fußgänger und Radfahrer benutzbar zu halten, wurde vom THW Freising eine Behelfsbrücke vom Typ Bailey errichtet.

Früher lief der gesamte Verkehr über die Isar auf dieser Brücke. Neben der begrenzten Breite der Brücke behinderte auch ein Bahnübergang an der Bahnstrecke München–Regensburg wenige hundert Meter stadteinwärts den Verkehrsfluss. Seit 1975 übernimmt die 200 Meter nördlich (flussabwärts) gelegene Luitpoldbrücke den Hauptteil des Verkehrs. Auf der Korbinianbrücke dürfen heute außer Fußgänger und Radfahrern nur noch Stadtbusse fahren.

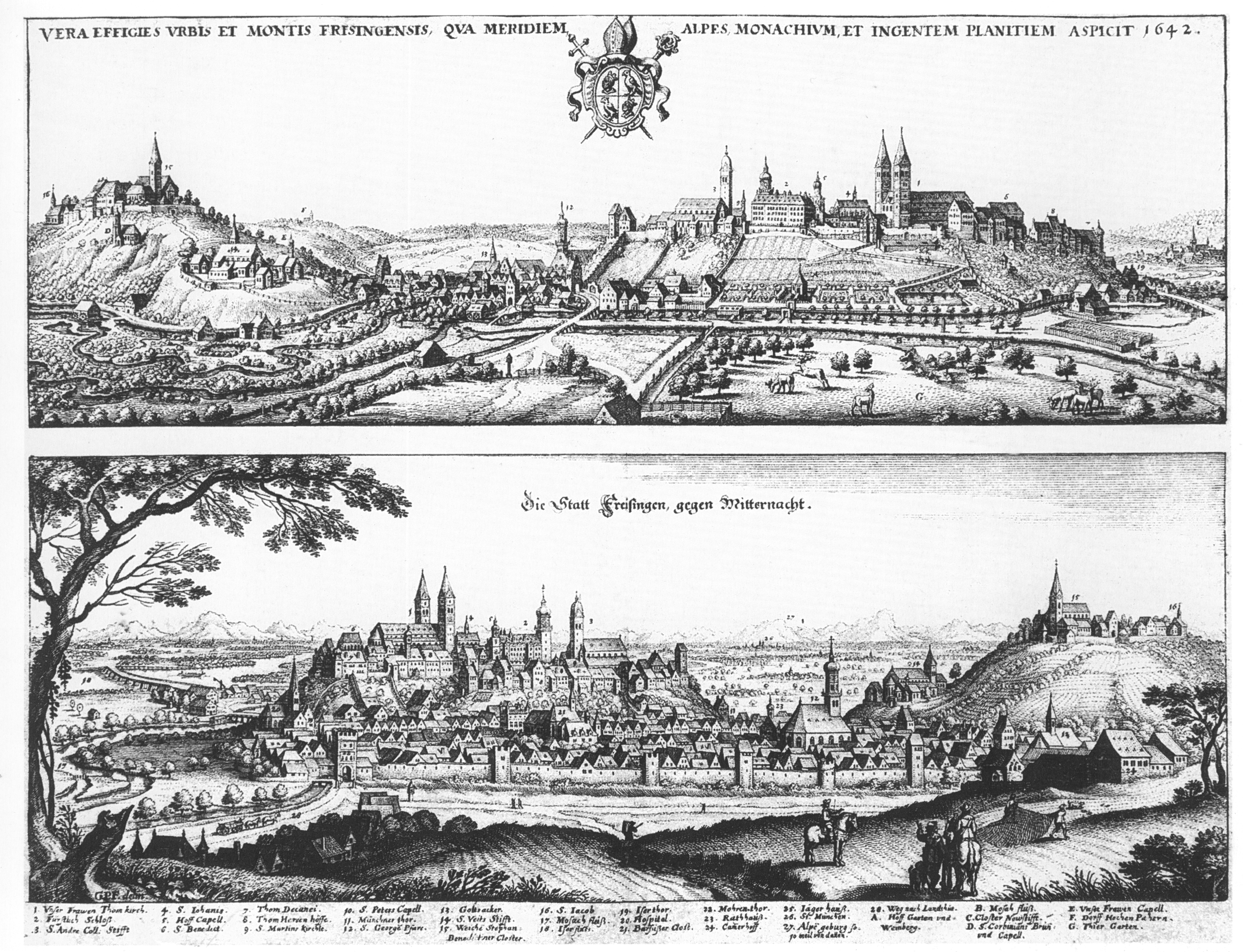
Kupferstich der Bischofsstadt Freising. Isarbrücke linker Bildrand in unterer Ansicht. (Topographia Germaniae, Matthaeus Merian um 1642)
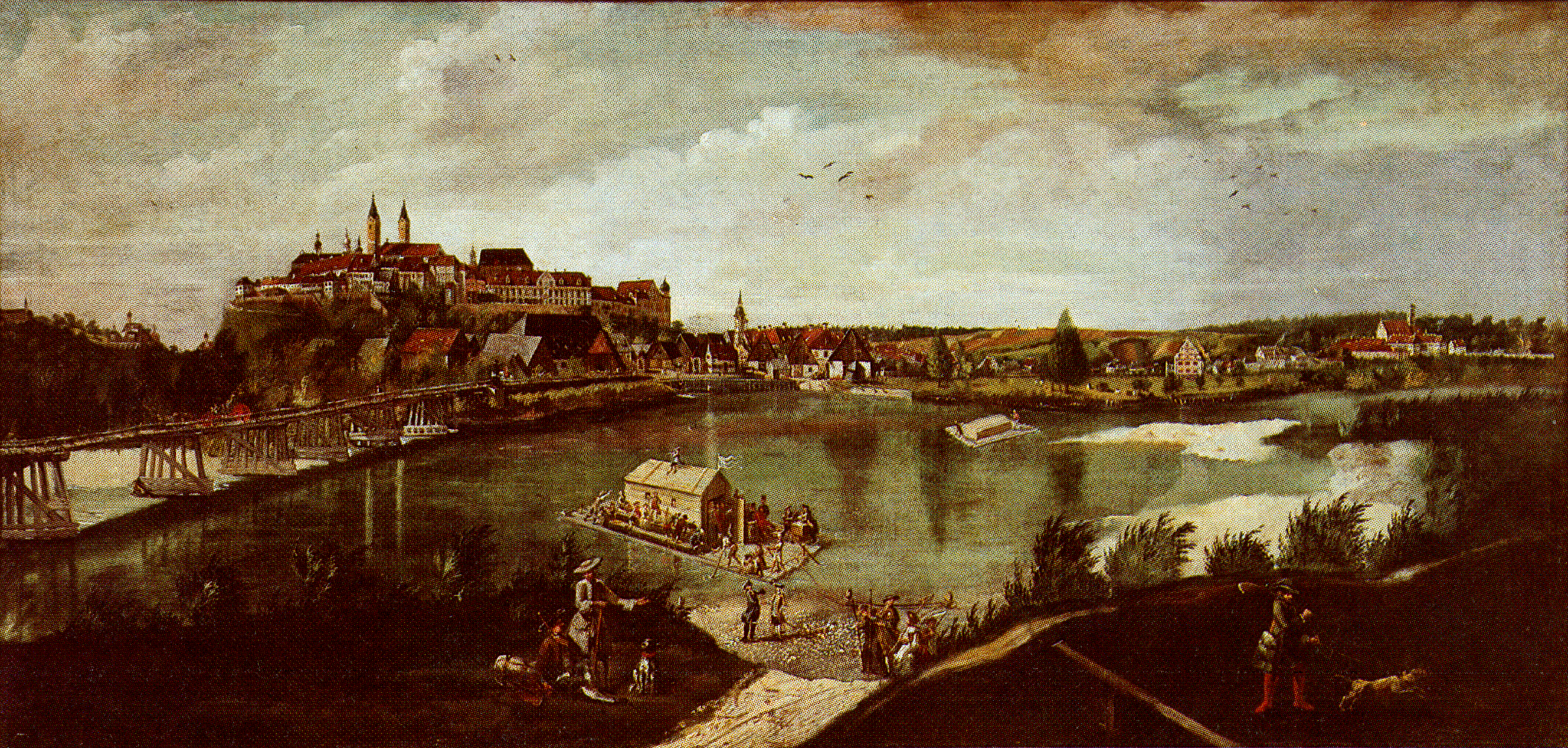
Isarbrücke von Süden (Johann Baptist Deyrer um 1772)
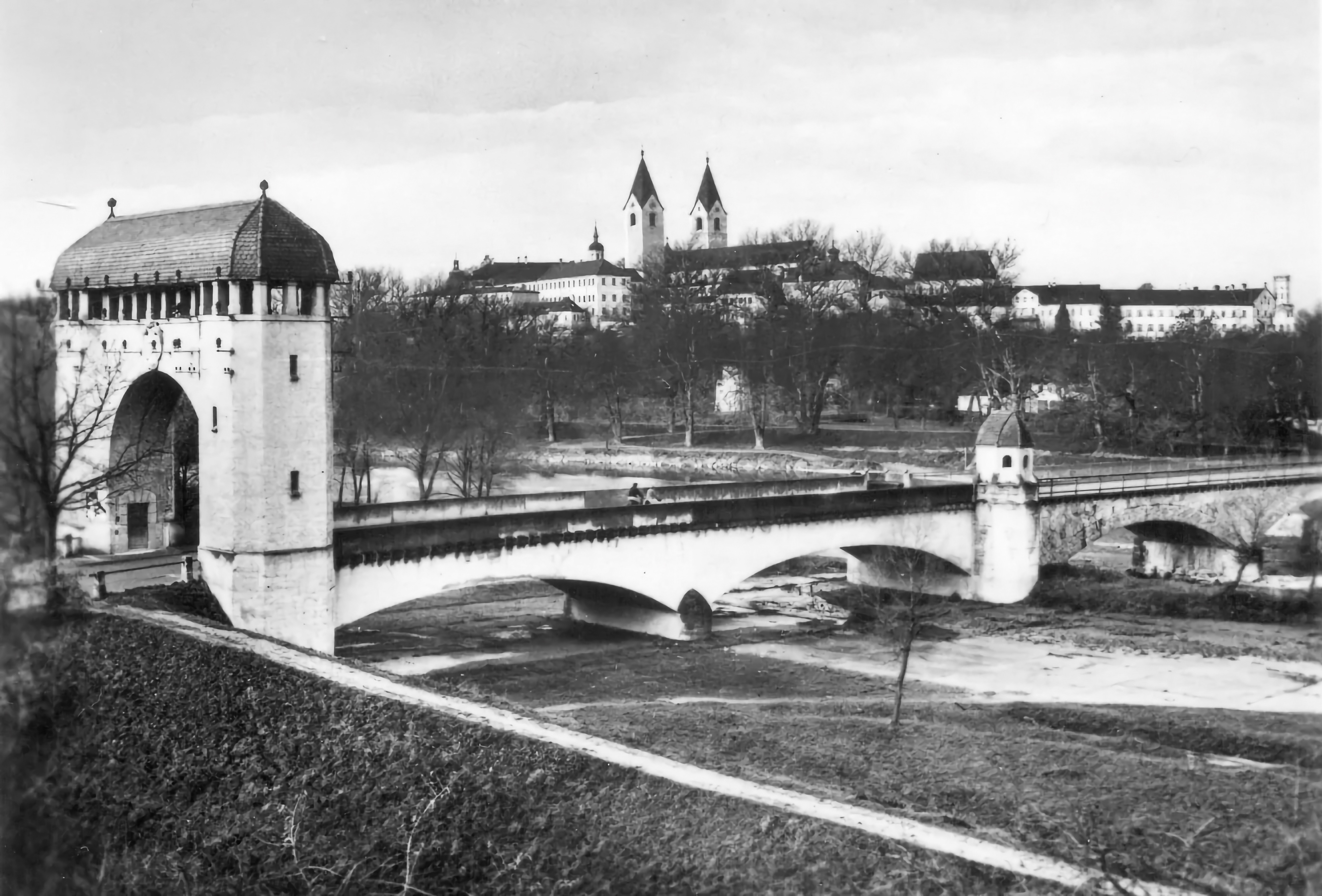
Korbinianbrücke mit Brückentor und Kapelle (um 1920)

## Brückenfiguren
Auf den breiteren Pfeilern zwischen den Bögen 2/3 bzw. 4/5 und an den Enden der Brücke befinden sich halbkreisförmige Ausbuchtungen des Gehwegs. Auf sieben von ihnen befinden sich Brückenfiguren.
- Karolina Gerhardinger, Ordensschwester und Gründerin der Kongregation der Armen Schulschwestern von Unserer Lieben Frau.
- Johannes Nepomuk, böhmischer Priester und Märtyrer
- Korbinian, erster Bischof von Freising
- Lantpert von Freising, ab dem Jahr 937 Bischof von Freising
- Otto von Freising, ab 1138 Bischof von Freising und einer der bedeutendsten Geschichtsschreiber des Mittelalters
- Patrona Bavariae, Gottesmutter Maria als Schutzheilige Bayerns, Künstlerin: Carola Heine
- Bonifatius, Missionar und Kirchenreformer; Neuorganisation der Bistümer Regensburg, Freising, Passau und Salzburg im Jahr 739, Künstler: Bruno Wank

Ursprünglich stand auf der Brücke nur die Nepomukstatue. Seit Mitte der 1990er Jahre wurden die anderen vier Statuen ergänzt, beginnend mit den Statue von Korbinian im Jahr 1996. In diesem Jahr feierte Freising 1000 Jahre Marktrecht. Ende Mai 2017 wurden in zwei der freien Ausbuchtungen weitere Statuen (Bonifatius und Patrona Bavariae) aufgestellt. Eine achte und letzte Statue ist für Papst Benedikt XVI. vorgesehen. Nach der Veröffentlichung des Münchner Missbrauchsgutachtens wurde dieses Vorhaben jedoch Anfang 2022 in Frage gestellt.

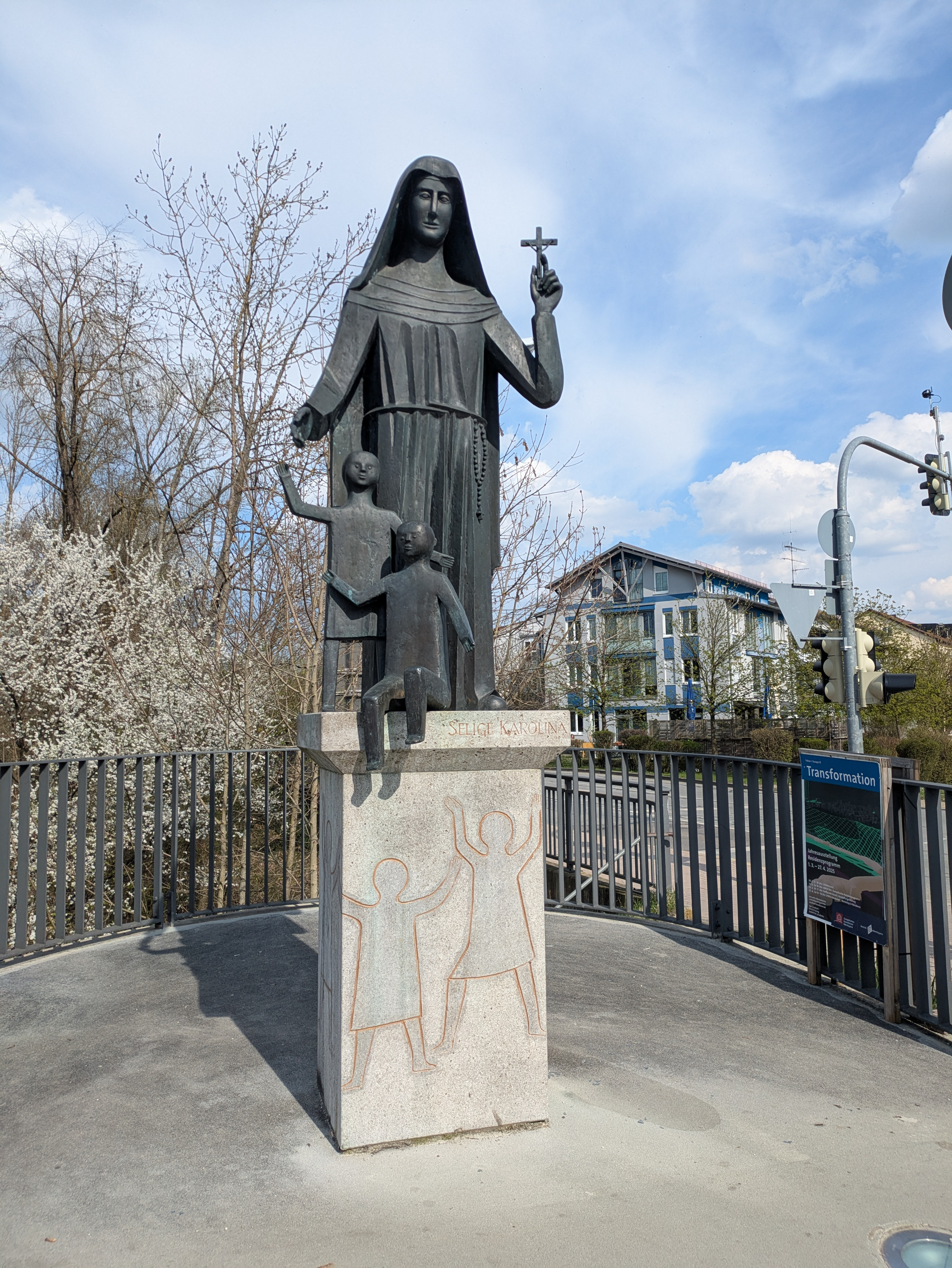
Karolina Gerhardinger
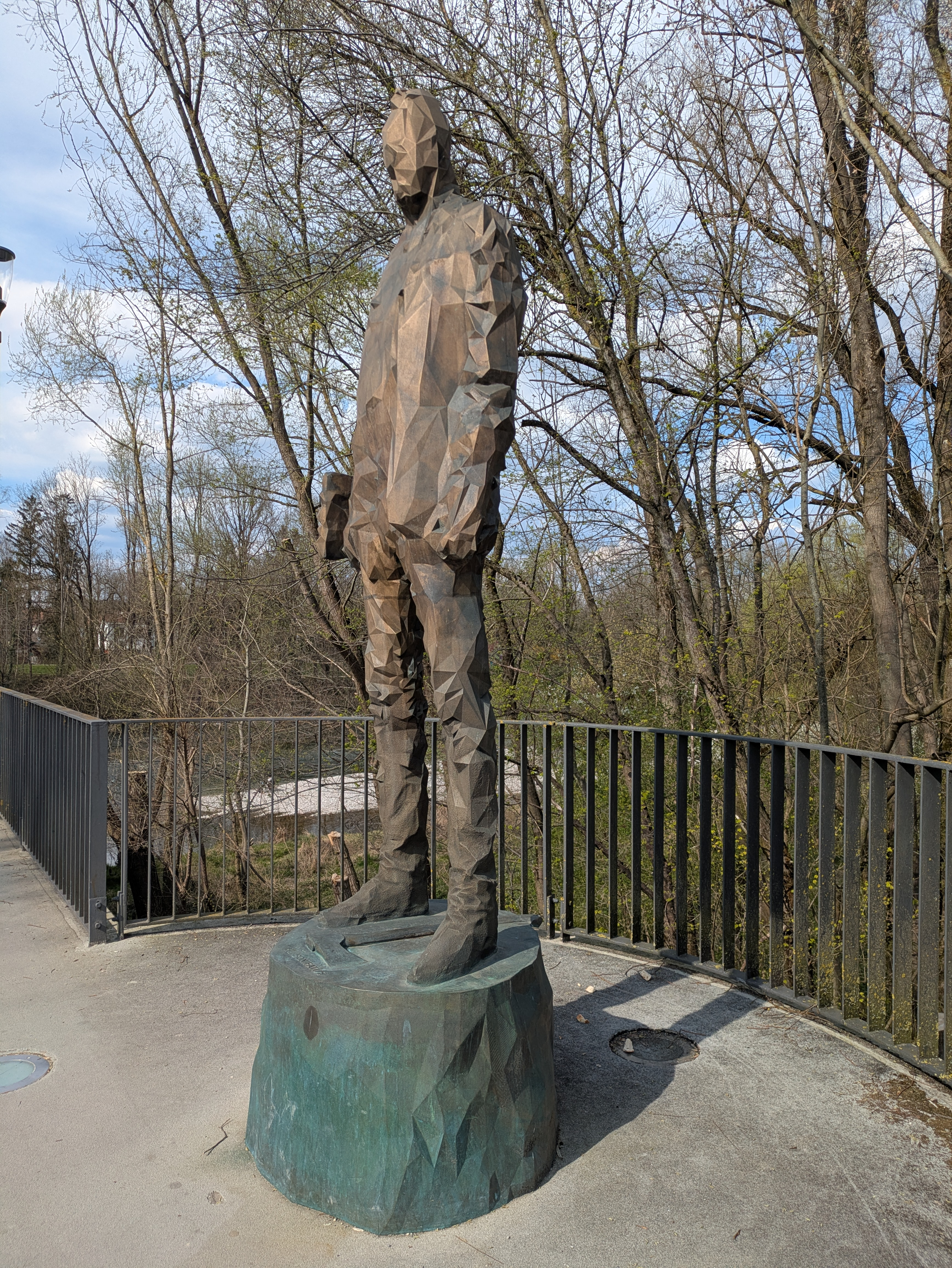
Bonifatius
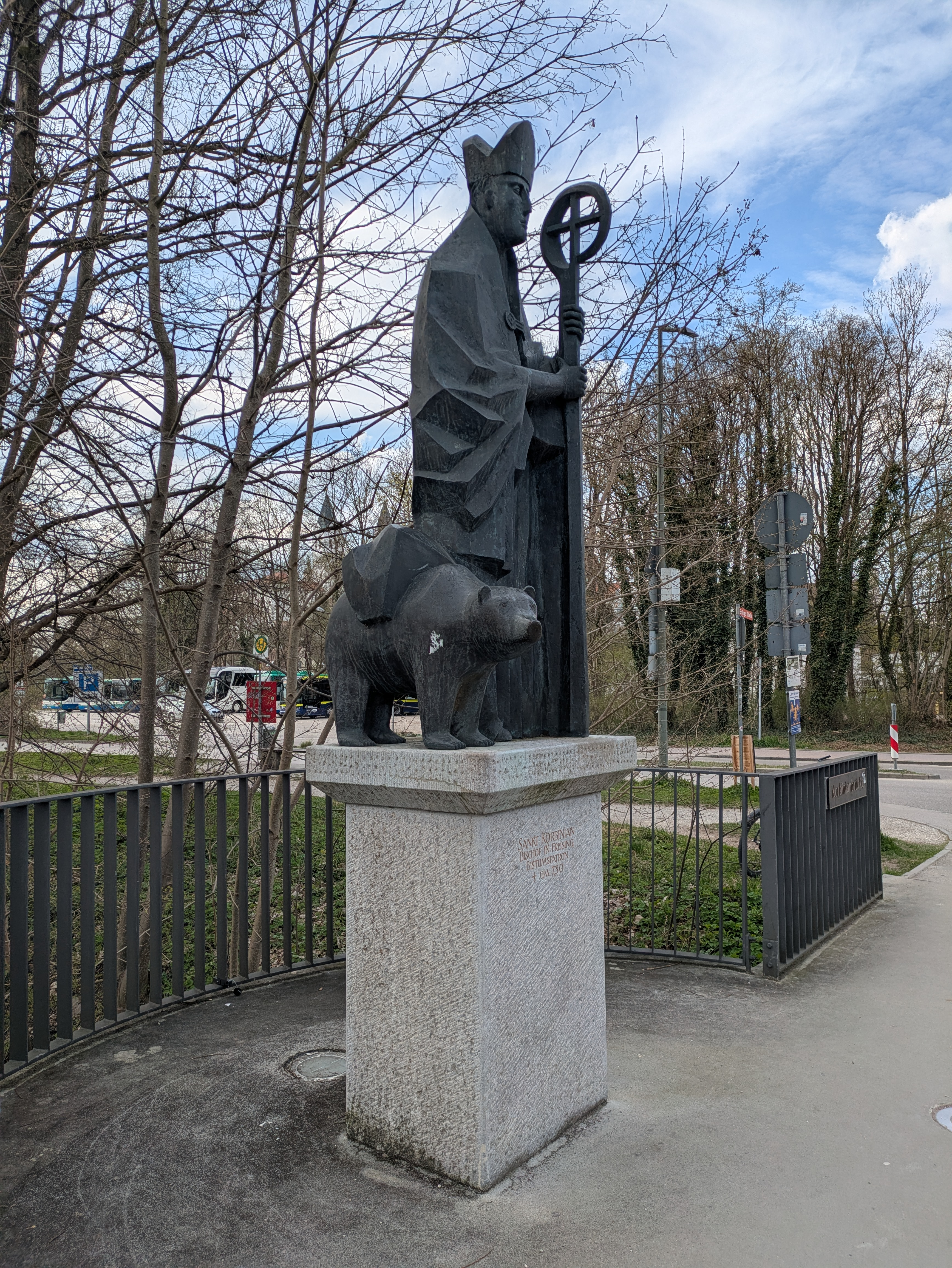
Korbinian
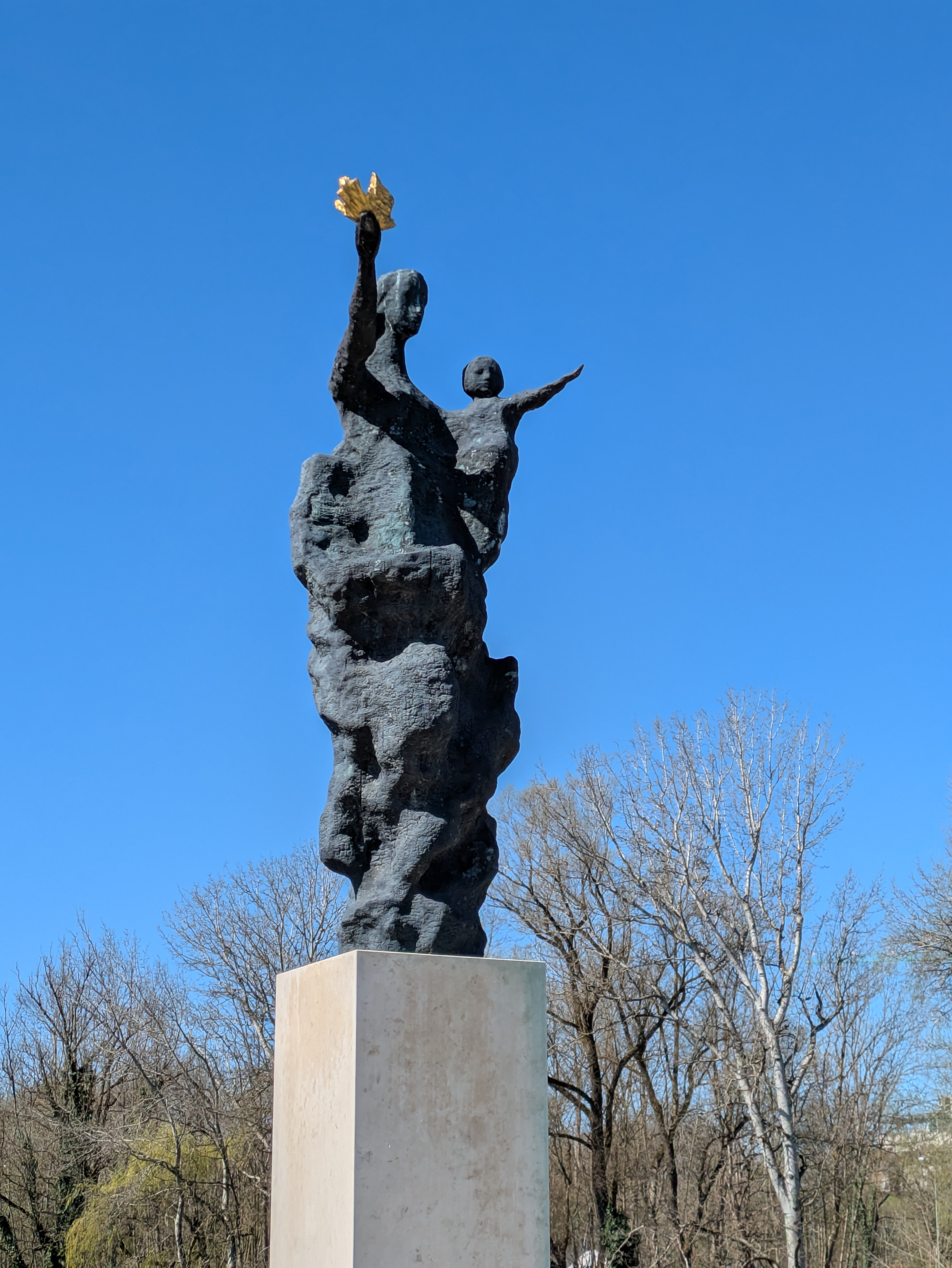
Patrona Bavariae
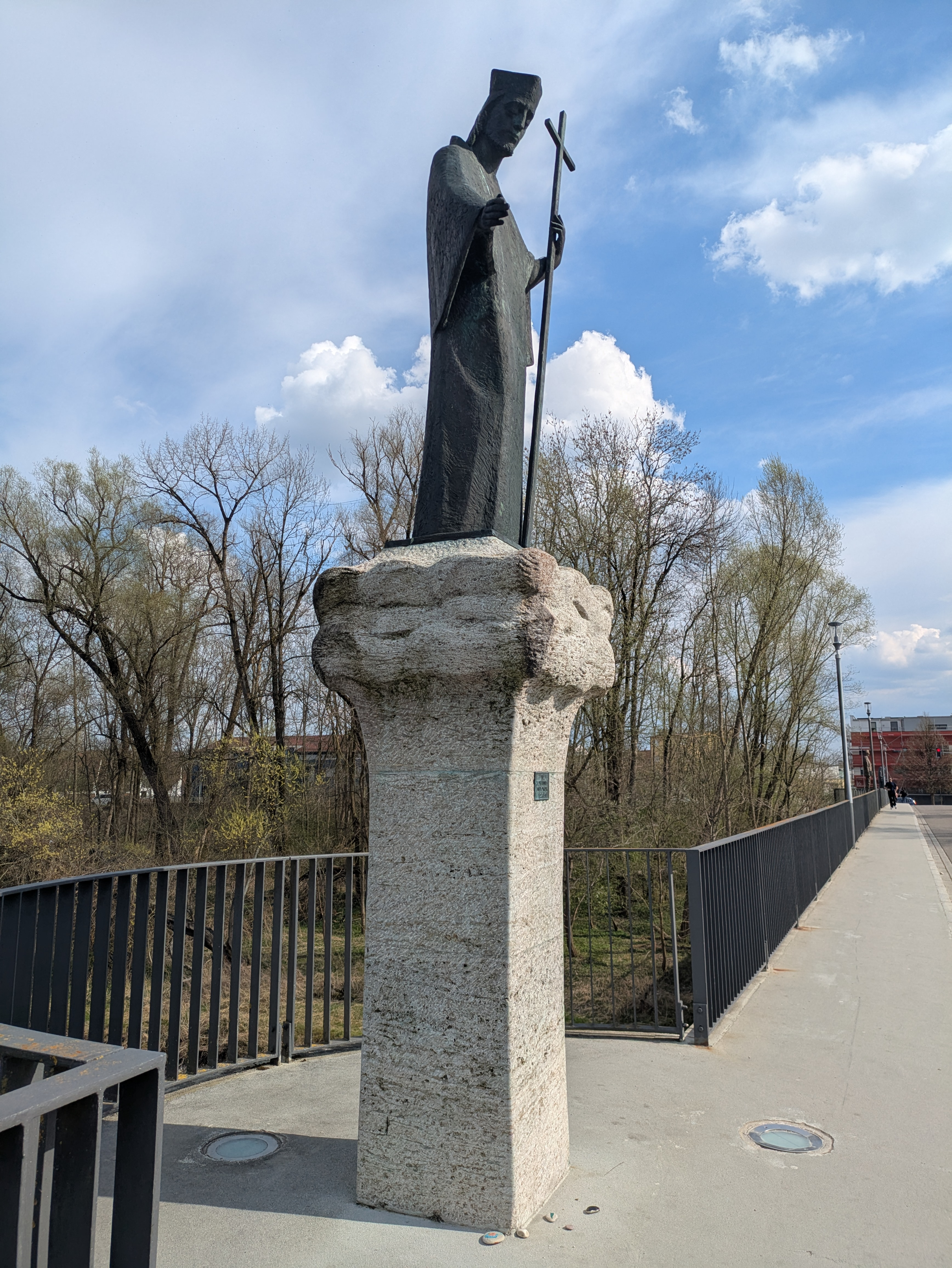
Johannes Nepomuk
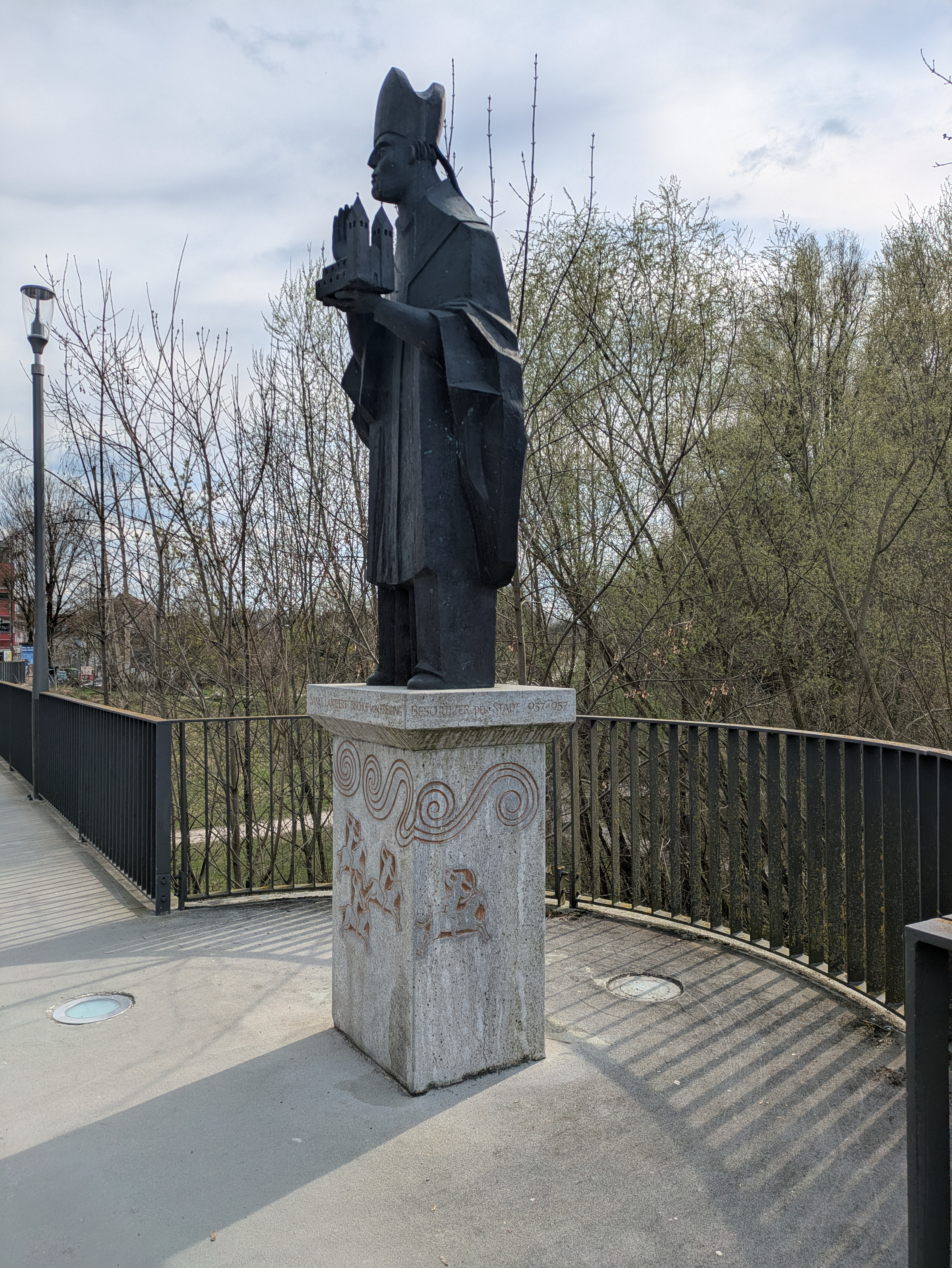
Lantpert von Freising
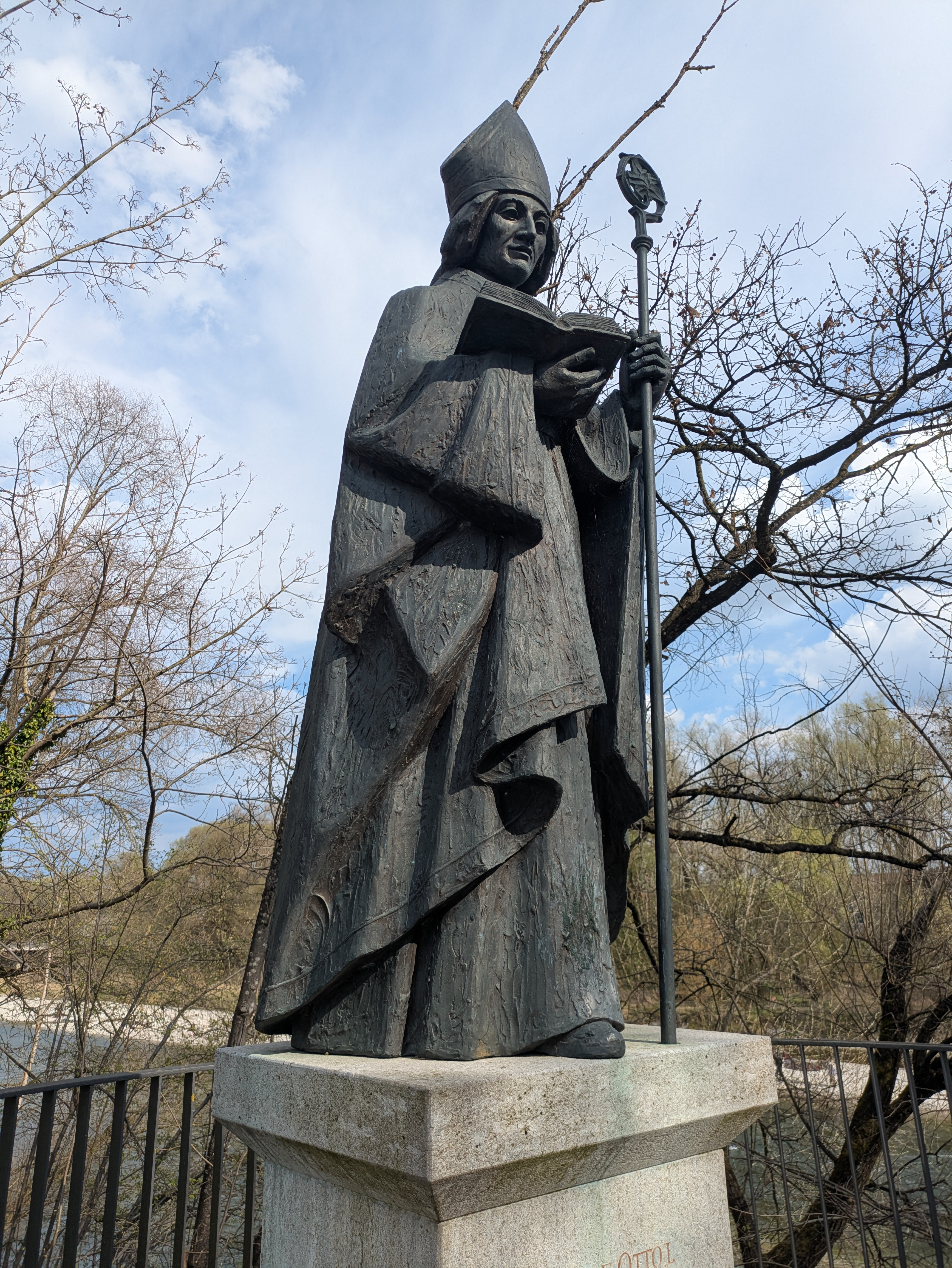
Otto von Freising

## Brückentor
1912 wurde am Südende der Brücke ein Brückentor errichtet. Es diente als Tragkonstruktion für eine Stromleitung von Moosburg nach München. Das dafür beim Bau der Leitung errichtete Leitungsgerüst sollte beim Verlängern der Brücke 1912 wohl durch ein ästhetisches Bauwerk ersetzt werden. Es entstand ein Brückentor mit dem Freisinger Stadtwappen über der Durchfahrt. Die Funktion als Tragekonstruktion ging wohl schon Mitte der 20er Jahre verloren. Nach dem Zweiten Weltkrieg stand das Tor dem wachsenden Verkehr im Weg. Für eine Verbreiterung hätten Durchbrüche für Fußgänger in den Pfeilern geschaffen werden müssen, für die weder die Stadt noch der Besitzer des Tores, der bayerische Staat, aufkommen wollten. Schlussendlich wurde das Tor am 21. November 1948, morgens um 8.15 Uhr, gesprengt.